# Estação de Oyama
A Estação de Oyama (小山駅, Oyama-eki, em japonês) é uma estação de trem localizada no distrito comercial de Oyama, Tochigi, Japão.

## Linhas
JR East
  Tōhoku Shinkansen
■ Linha Utsunomiya [ja]
■ Linha Ryōmō [ja]
■ Linha Mito [ja]

## História
- 16 de julho de 1885: A estação abre no que mais tarde se torna a Linha Principal de Tōhoku[2].
- 22 de maio de 1888: A Linha Ryōmō abre.
- 16 de janeiro de 1889: A Linha Mito é aberta.
- 23 de junho de 1982: O Tōhoku Shinkansen abre.

## Layout da estação
A parte Shinkansen da estação tem uma plataforma lateral e uma plataforma central, ambas elevadas. A parte local da estação possui duas plataformas de baía (Plataformas 6 e 8) para a Linha Ryomo e três plataformas insulares (Plataformas 9 e 10, 12 e 13, 15 e 16) das demais linhas locais. Não há plataformas 2, 3, 7, 11, 14.

### Plataformas
| Plataformas                              | Linha             | Direção                     | Destino                                                                                                   | Observação                                  |
| ---------------------------------------- | ----------------- | --------------------------- | --- | ------------------------------------------- |
| Plataforma Shinkansen (elevada)          |                   |                             | |                                             |
| 1                                        | Tōhoku Shinkansen | Descendo                    | đi Kōriyama [ja], Sendai [ja]                                                                             |                                             |
| 4                                        | Tōhoku Shinkansen | Subindo                     | đi Ōmiya [ja], Ueno [ja], Tóquio                                                                          |                                             |
| 5                                        | Tōhoku Shinkansen | （plataforma de reposição） | （plataforma de reposição）                                                                               | （plataforma de reposição）                 |
| Plataforma de linha convencional (Terra) |                   |                             | |                                             |
| 6・8                                     | ■Tuyến Ryōmō      | -                           | đi Tochigi [ja], Sano [ja], Kiryū [ja], Takasaki [ja]                                                     | Apenas alguns trens param na Plataforma 6.  |
| 9                                        | ■Tuyến Utsunomiya | Descendo                    | đi Utsunomiya [ja], Sendai                                                                                | Apenas alguns trens param.                  |
| 10                                       | ■Tuyến Utsunomiya | Descendo                    | đi Utsunomiya [ja], Sendai                                                                                |                                             |
| 12                                       | ■Tuyến Utsunomiya | Subindo                     | đi Ōmiya, Tóquio, Shinjuku, Yokohama [ja], Ōfuna [ja] （Linha Shōnan-Shinjuku）（Linha Ueno-Tóquio [ja]） |                                             |
| 13                                       | ■Tuyến Utsunomiya | Subindo                     | đi Ōmiya, Tóquio, Shinjuku, Yokohama [ja], Ōfuna [ja] （Linha Shōnan-Shinjuku）（Linha Ueno-Tóquio [ja]） | Apenas alguns trens param.                  |
| 15・16                                   | ■Tuyến Mito       | -                           | đi Shimodate [ja], Mito [ja]                                                                              | Apenas alguns trens param na Plataforma 16. |

## Instalações ao redor da estação

### Saída oeste
- Don Quijote [ja]
- Oyama-juku [ja]
- Rota 4 [ja]
- Castelo de Oyama [ja]
- Prefeitura de Oyama [ja]
- Banco Sumitomo Mitsui [ja]
- Banco Mizuho [ja]

### Saída leste
- Universidade Hakuoh [ja]
- Toyoko-Inh [ja]
- Yamada denki [ja]
- Ito-Yokado [ja] fechado
- Correio de Oyama [ja]